# Only You (film, 1994)
Pour les articles homonymes, voir Only You.
Pour plus de détails, voir Fiche technique et Distribution.
Only You, ou Seulement Toi au Québec, est un film américano-italien réalisé par Norman Jewison, sorti en 1994.

## Synopsis
Faith Kovács est sur le point de se marier, quand elle reçoit un coup de fil qui va tout changer. L'homme au téléphone s'appelle Damon Bradley. C'est le nom qui est apparu à Faith comme étant celui de son âme sœur lors d'une séance de spiritisme quand elle était enfant. Elle décide alors de partir en quête du grand amour avec sa meilleure amie et belle-sœur. L'Italie va leur réserver bien des surprises !

## Fiche technique
- Titre : Only You
- Titre québécois : Seulement toi
- Réalisation : Norman Jewison
- Scénario : Diane Drake
- Musique : Rachel Portman
- Photographie : Sven Nykvist
- Montage : Stephen E. Rivkin
- Production : Robert N. Fried, Norman Jewison, Charles Mulvehill & Cary Woods
- Sociétés de production : TriStar Pictures, Fried/Woods Films & Yorktown Productions
- Société de distribution : TriStar Pictures
- Pays de production :  États-Unis,  Italie
- Langues originales : anglais, italien
- Format : Couleur - Dolby - SDDS - Dolby Digital - 35 mm - 1.85:1
- Genre : comédie romantique
- Durée : 104 minutes

## Distribution
- Marisa Tomei (VQ : Natalie Hamel-Roy) : Faith Kovács
- Robert Downey Jr. (VF : Luc Boulad ; VQ : Carl Béchard) : Peter Wright
- Bonnie Hunt (VQ : Marie-Andrée Corneille) : Kate Kovács
- Joaquim de Almeida (VQ : Jacques Lavallée) : Giovanni
- Fisher Stevens (VF : Thierry Mercier ; VQ : Benoit Rousseau) : Larry Kovács
- Billy Zane (VQ : François Godin) : Harry
- Siobhan Fallon Hogan (VF : Marie-Christine Darah ; VQ : Geneviève De Rocray) : Leslie
- John Benjamin Hickey : Dwayne
- Adam LeFevre (VF : Michel Tugot-Doris ; VQ : Daniel Picard) : Damon Bradley
- Phyllis Newman : la mère de Faith
- Antonia Rey : la diseuse de bonne aventure

Légende : VQ = Version québécoise